# 仰韶酒
仰韶酒是河南渑池出产的一种白酒，源于当局于1975年成立的仰韶酒厂。酒厂成立之初的产品原为单粮浓香型白酒，1992年2月，仰韶酒获首届香港国际名酒博览会特别奖金、包装奖金、双马将、银奖等共7个奖项。鼎盛时期，其产销量曾排名中国白酒行业第4。它也是豫酒六朵金花之一（宝丰酒、张弓酒、杜康酒、宋河粮液、仰韶酒、赊店老酒）。